# Conognatha rochereaui
Conognatha rochereaui es una especie de escarabajo del género Conognatha, familia Buprestidae. Fue descrita científicamente por Théry en 1932.